# Moonspell
Moonspell – portugalska grupa grająca muzykę, którą klasyfikuje się jako połączenie black i gothic metalu. Powstała w roku 1989 jako Morbid God, a w roku 1992 muzycy przyjęli obecną nazwę. Podczas swojej długoletniej działalności zespół balansował pomiędzy wieloma gatunkami muzyki metalowej, niejednokrotnie umieszczając także elementy muzyki ludowej.
Na ostatnich albumach grupa odeszła od tematyki okultyzmu oraz wampiryzmu. Album The Antidote, jak i Memorial prezentuje powrót do stylistyki blackmetalowej. Utwory w większości wykonywane są w języku angielskim, ale można spotkać także fragmenty lub całe utwory w języku portugalskim.
Grupa niejednokrotnie gościła w Polsce, między innymi na katowickim festiwalu Metalmania oraz Seven Festival.

## Historia

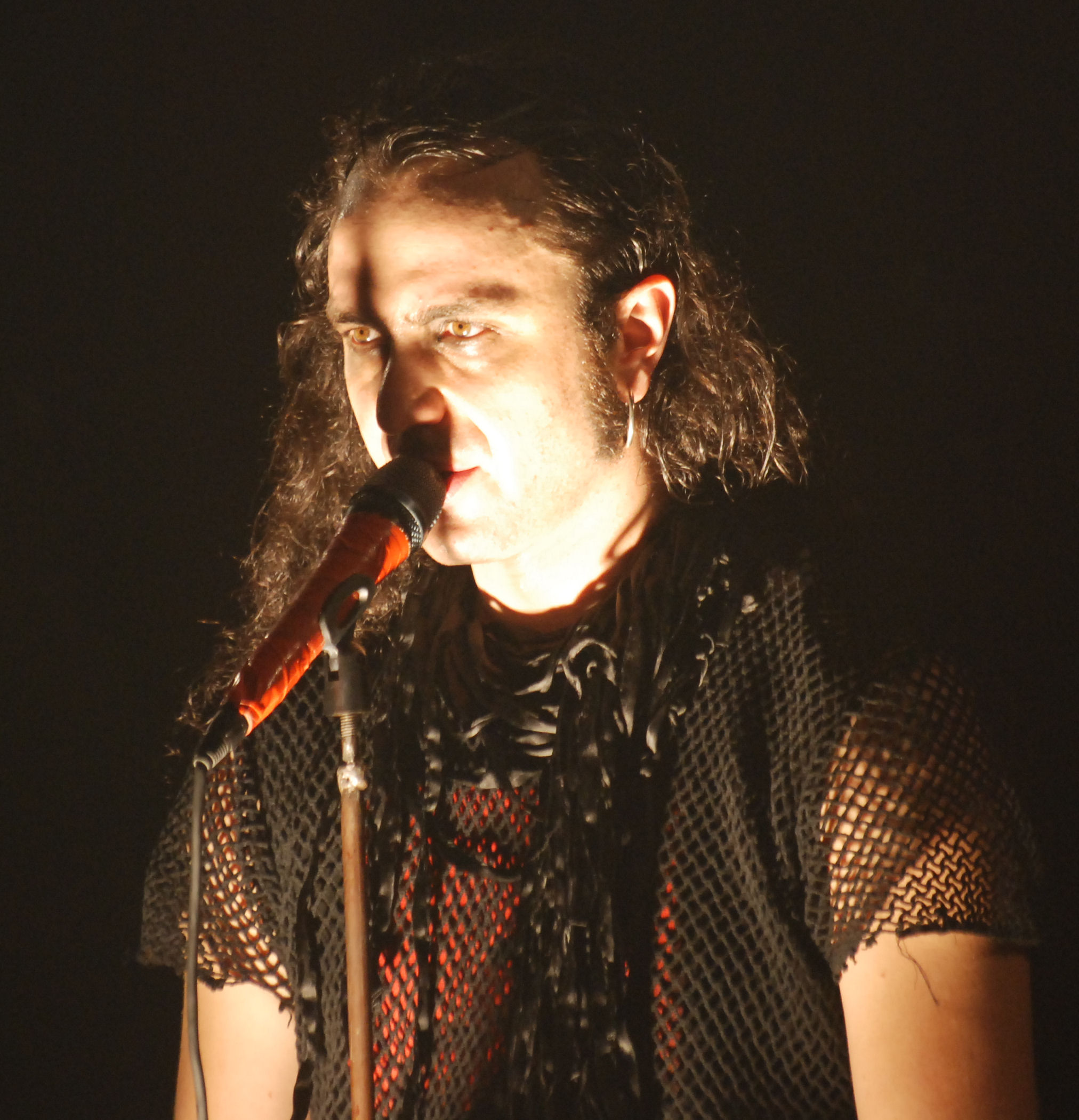
Fernando Ribeiro podczas koncertu w krakowskim klubie Studio 18 kwietnia 2007

Początki grupy sięgają 1989 roku, kiedy to powstała black metalowa grupa Morbid God. W 1992 grupa zmieniła nazwę na Moonspell, tego samego roku ukazało się pierwsze demo grupy pt. Morbid God Promo '92. W 1993 roku ukazało się demo pt. Anno Satanae oraz 5 way split album pt. Mortuary Vol. 1 Moonspell wraz z grupami Thormenthor, Extreme Unction, Bowelrot, Silent Scream. 24 lutego tego samego roku ukazało się demo pt. Anno Satanae. W 1994 roku nakładem Molon Lave Records ukazał się pierwszy minialbum grupy pt. Goat on Fire / Wolves From the Fog. Również w 1994 roku nakładem Adipocere Records ukazał się minialbum Under the Moonspell. 1 kwietnia 1995 roku nakładem Century Media Records ukazał się pierwszy album pt. Wolfheart. 29 lipca 1996 roku ukazał się drugi album grupy pt. Irreligious. 1 października tego samego roku ukazał się promujący album singel pt. "Opium". 29 października 1997 roku ukazał się trzeci minialbum grupy pt. 2econd Skin. 20 stycznia 1998 roku ukazał się trzeci album studyjny grupy pt. Sin/Pecado.
W 1999 roku ukazał się singel pt. "The Butterfly Effect" promujący album o tym samym tytule, który ukazał się 13 września. W 2001 roku ukazał się singel pt. "Nocturna", który promował piąty album grupy pt. Darkness and Hope. Okładkę albumu i oprawę graficzną przygotował Wojciech Blasiak. 16 marca 2002 roku grupa wystąpiła podczas festiwalu Metalmania w Katowicach. Podczas festiwalu wystąpili ponadto tacy wykonawcy jak Paradise Lost, Saxon, Tiamat, Cannibal Corpse czy Immortal.

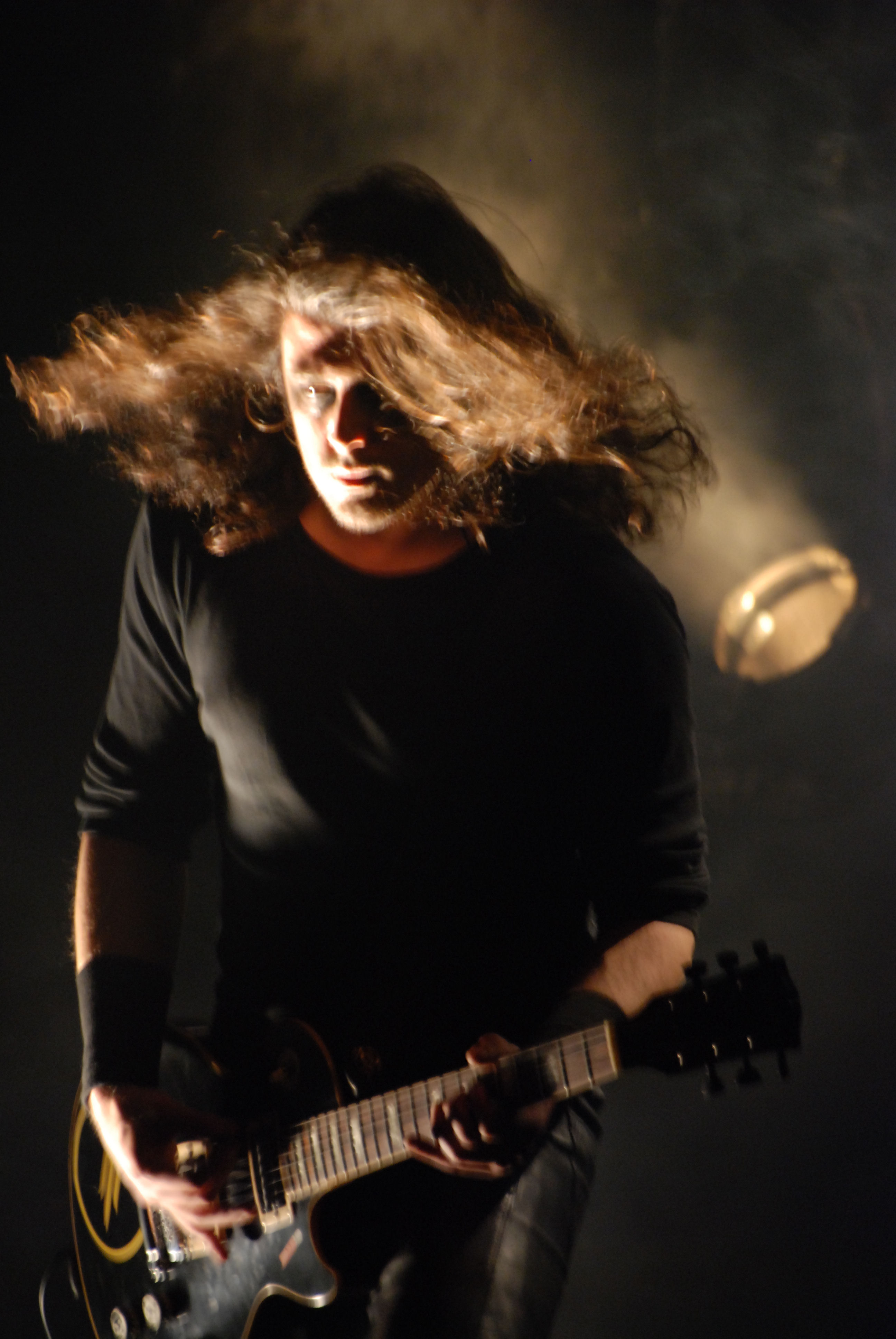
Ricardo Amorim podczas koncertu w krakowskim klubie Studio 18 kwietnia 2007

W 2003 roku z zespołu odszedł basista Sérgio Crestana, którego zastąpił Niclas Etelävuori. Również w 2003 roku ukazał się singel pt. "Everything Invaded", który promował album The Antidote. Album został zarejestrowany w studiu Finnvox we współpracy z producentem muzycznym Hiilim Hiilesmaą. Wkrótce potem Etelävuori odszedł z zespołu. Muzyka zastąpił Aires Pereira. W 2006 roku nakładem SPV ukazał się 3 way split album Steamhammer Promo wraz z grupami Beyond Fear i Sepultura. W 2005 roku grupa podpisała kontrakt płytowy z niemiecką wytwórnią muzyczną SPV GmbH. 21 kwietnia 2006 nakładem SPV i Steamhammer Records ukazał się singel pt. Finisterra. Wydawnictwo promowało album pt. Memorial. Nowy album grupy został zarejestrowany w Woodhouse Studios we współpracy z producentem muzycznym Waldemarem Sorychtą. W listopadzie grupa otrzymała nagrodę MTV Europe Music Awards w kategorii najlepszy wykonawca portugalski. Fernando Ribeiro o siódmym albumie grupy:

W pewnym sensie jest to powrót do naszych korzeni. Skłaniamy się ku temu rozwiązaniu z wielu różnych powodów. Muszę jednak zaznaczyć, że nie jest to granie w stylu Wolfheart czy Irreligious, które miały już swój czas. Skoro zmienia się świat, zmienia się również nasza muzyka i my sami. Nowe utwory są szybkie i silne, ale nie agresywne. Moonspell nigdy nie był zespołem agresywnym. Zawsze graliśmy też sporo melodii i za to właśnie lubią nas fani. W naszym brzmieniu obecne jest coś, co nazywamy księżycową atmosferą. Tego właśnie chcemy na nowym albumie, ku temu zmierzamy.

{{Cytat}} Brakujące pola: treść. Przestarzałe pola: 1.
W kwietniu 2007 roku grupa wystąpiła czterokrotnie podczas koncertów we Wrocławiu, Krakowie, Warszawie i Bydgoszczy. Występ Moonspell poprzedziła deathmetalowa grupa Darkside. 4 lipca 2007 roku ukazała się pierwsza kompilacja nagrań zespołu pt. The Great Silver Eye. Było to ostatnie wydawnictwo które ukazało się nakładem Century Media Records. 12 października tego samego roku ukazał się album pt. Under Satanae. Wydawnictwo zawiera ponownie zaaranżowane i zarejestrowane utwory, które ukazały się na minialbumie Under The Moonspell oraz demie Anno Satanae.
19 maja 2008 roku wokalista Fernando Ribeiro i gitarzysta Ricardo Amorim wystąpili w porannej audycji portugalskiej rozgłośni radiowej Antena 3, podczas której muzycy wykonali utwór "Dreamless (Lucifer And Lilith)". Tego samego dnia ukazał się dziewiąty album pt. Night Eternal. Wydawnictwo zostało zarejestrowane w Antfarm Sudios w Danii we współpracy z producentem muzycznym Tue Madsenem. Gościnnie w utworze pt. "Scorpion Flower" zaśpiewała była wokalistka grupy The Gathering – Anneke van Giersbergen. W ramach promocji albumu został zrealizowany teledysk do utworu "Night Eternal" w reżyserii Ivana Colica. Cieszący się uznaniem fanów jak i krytyków muzycznych album zadebiutował na trzecim miejscu portugalskiej listy sprzedaży.
Pod koniec czerwca grupa wystąpiła na festiwalu Hunter Fest w Szczytnie. Tego samego roku ukazał się pierwszy album koncertowy grupy pt. Lusitanian Metal oraz wydawnictwo DVD o tym samym tytule. Na płycie DVD ukazał się m.in. koncert grupy zarejestrowany podczas festiwalu Metalmania w Katowicach w 2004 roku, fragmenty koncertów z okresu 1993−2004 oraz teledyski.
18 i 19 kwietnia 2009 roku w ramach trasy koncertowej The Darkest Tour – Filth Fest zespół wystąpił w krakowskim klubie Studio i warszawskiej Stodole poprzedzając występ grupy Cradle of Filth. W sierpniu wystąpili na festiwalu Bloodstock Open Air, a we wrześniu na portugalskim festiwalu Caos Emergente. Natomiast w październiku i listopadzie grupa wzięła udział w trasie koncertowej Night Eternal Above America Tour w Stanach Zjednoczonych wraz z zespołem Samael.

## Muzycy

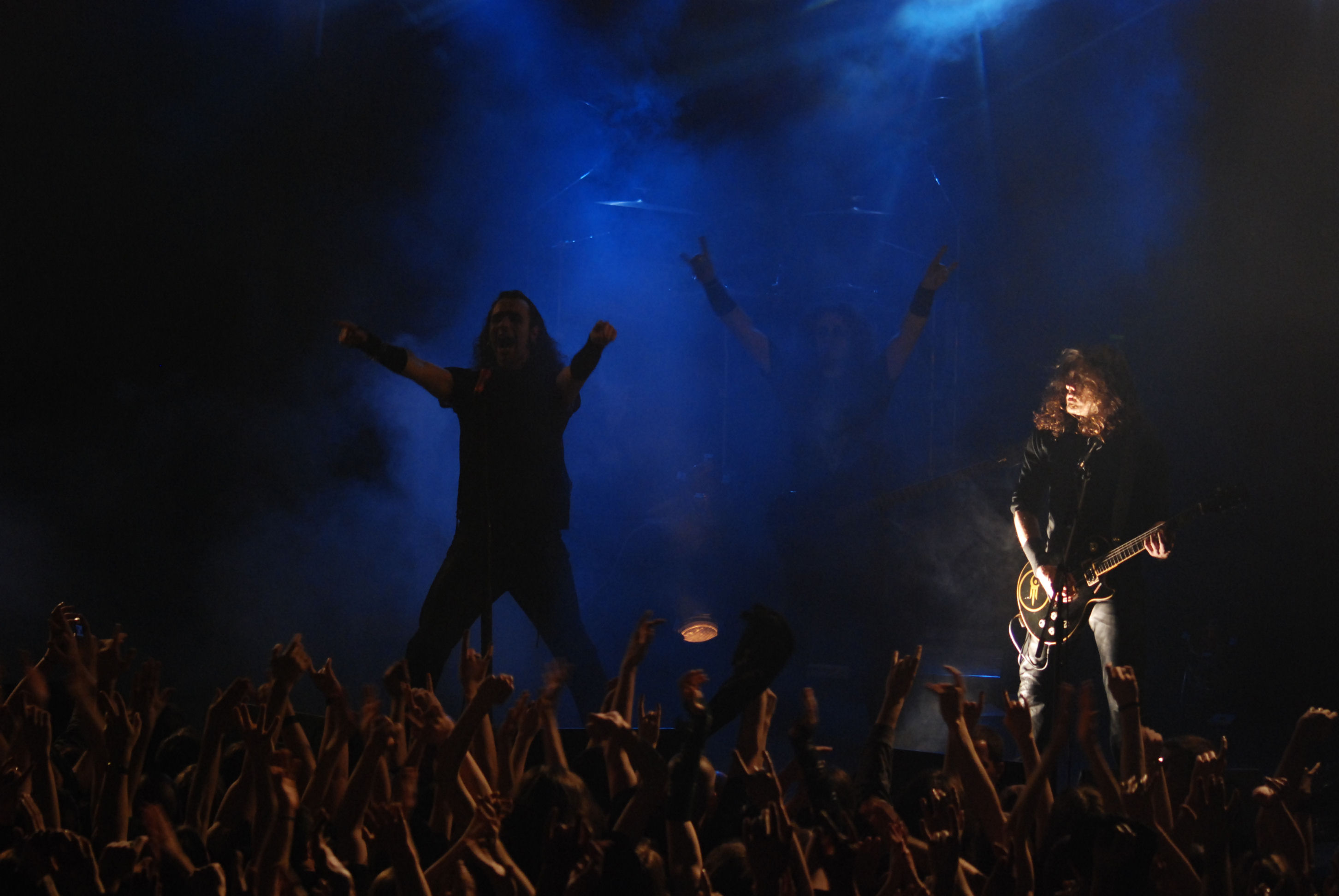
Moonspell podczas koncertu w krakowskim klubie Studio 18 kwietnia 2007

| Obecny skład zespołu - Fernando "Langsuyar" Ribeiro – śpiew (od 1992) - Ricardo Amorim – gitara (od 1995) - Pedro "Passionis" Paixăo – instrumenty klawiszowe, gitara (od 1992) - Hugo Ribeiro – perkusja (od 2020) - Aires Pereira – gitara basowa (od 2003) |  | Byli członkowie zespołu - Miguel "Mike" Gaspar – perkusja (1992-2020) - Niclas Etelävuori – gitara basowa (2003, 2008) - Sérgio Crestana – gitara basowa (1997–2003) - Joăo "Ares" Pedro – gitara basowa (1992–1997) - Luis "Malah" Lamelas – gitara (1992–1993) - Duarte "Mantus" Picoto – gitara (1992–1995) - J.M. "Tanngrisnir" – gitara (1993–1995) |

Oś czasu

## Dyskografia

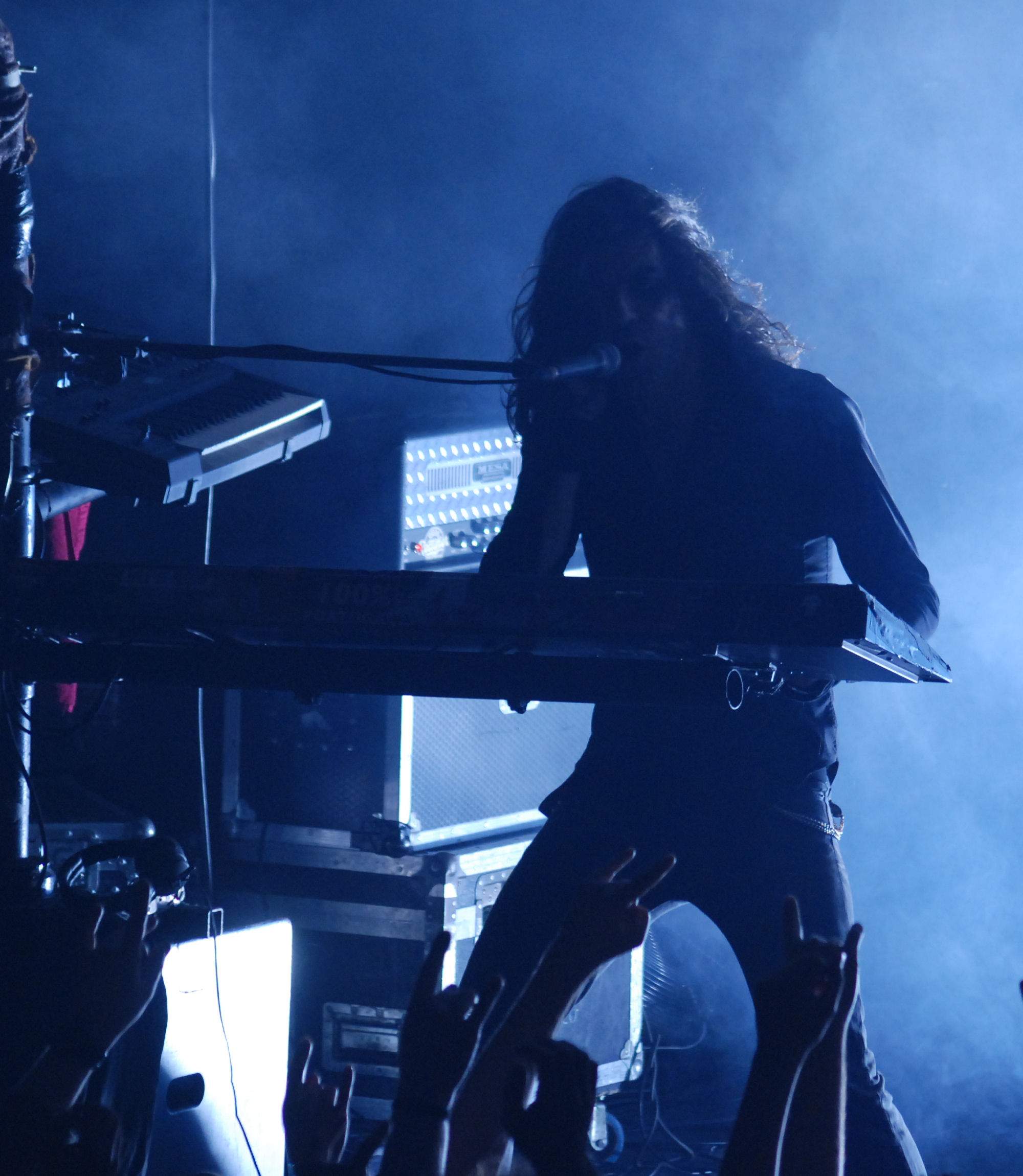
Pedro Paixao podczas koncertu w krakowskim klubie Studio 18 kwietnia 2007

### Albumy studyjne
| Rok                            | Tytuł                                                                              | Pozycja na liście | Pozycja na liście | Pozycja na liście | Pozycja na liście | Pozycja na liście | Pozycja na liście | Pozycja na liście | Pozycja na liście | Pozycja na liście | Certyfikat   |
| Rok                            | Tytuł                                                                              | POR               | DEU               | FRA               | FIN               | HOL               | AUT               | CHE               | BEL (FL)          | BEL (WA)          | Certyfikat   |
| ------------------------------ | ---------------------------------------------------------------------------------- | ----------------- | ----------------- | ----------------- | ----------------- | ----------------- | ----------------- | ----------------- | ----------------- | ----------------- | ------------ |
| 1994                           | Goat on Fire / Wolves From the Fog (EP) - Data: 1994 - Wydawca: Molon Lave Records | –                 | –                 | –                 | –                 | –                 | –                 | –                 | –                 | –                 |              |
| 1994                           | Under the Moonspell (EP) - Data: 27 kwietnia 1994 - Wydawca: Adipocere Records     | –                 | –                 | –                 | –                 | –                 | –                 | –                 | –                 | –                 |              |
| 1995                           | Wolfheart - Data: 1 kwietnia 1995 - Wydawca: Century Media Records                 | –                 | –                 | –                 | –                 | –                 | –                 | –                 | –                 | –                 |              |
| 1996                           | Irreligious - Data: 29 lipca 1996 - Wydawca: Century Media Records                 | –                 | 55                | –                 | 30                | 93                | –                 | –                 | –                 | –                 |              |
| 1997                           | 2econd Skin (EP) - Data: 29 października 1997 - Wydawca: Century Media Records     | –                 | –                 | –                 | –                 | –                 | –                 | –                 | –                 | –                 |              |
| 1998                           | Sin/Pecado - Data: 20 stycznia 1998 - Wydawca: Century Media Records               | –                 | 42                | –                 | 18                | –                 | 25                | –                 | –                 | –                 |              |
| 1999                           | The Butterfly Effect - Data: 13 września 1999 - Wydawca: Century Media Records     | –                 | 69                | –                 | –                 | –                 | –                 | –                 | –                 | –                 |              |
| 2001                           | Darkness and Hope - Data: 22 sierpnia 2001 - Wydawca: Century Media Records        | –                 | 43                | 99                | 21                | –                 | –                 | –                 | –                 | –                 |              |
| 2003                           | The Antidote - Data: 29 września 2003 - Wydawca: Century Media Records             | 4                 | 75                | 125               | –                 | –                 | –                 | –                 | –                 | –                 |              |
| 2006                           | Memorial - Data: 21 kwietnia 2006 - Wydawca: SPV GmbH, Steamhammer                 | 1                 | 68                | 181               | –                 | –                 | –                 | –                 | 95                | –                 | - POR: złoto |
| 2007                           | Under Satanæ - Data: 12 października 2007 - Wydawca: SPV GmbH, Steamhammer         | 12                | –                 | –                 | –                 | –                 | –                 | –                 | –                 | –                 |              |
| 2008                           | Night Eternal - Data: 19 maja 2008 - Wydawca: SPV GmbH, Steamhammer                | 3                 | 62                | 144               | –                 | –                 | –                 | –                 | –                 | –                 |              |
| 2012                           | Alpha Noir / Omega White - Data: 27 kwietnia 2012 - Wydawca: Napalm Records        | –                 | 37                | 108               | 37                | 83                | 44                | 48                | 87                | 186               |              |
| 2015                           | Extinct - Data: 15 marca 2015 - Wydawca: Napalm Records                            | 1                 | 39                | 178               | 42                | 87                | 54                | 32                | 56                | 69                |              |
| 2017                           | 1755 - Data: 3 listopada 2017 - Wydawca: Napalm Records                            | –                 | 72                | –                 | –                 | –                 | 63                | 62                | 89                | 95                |              |
| 2021                           | Hermitage - Data: 26 lutego 2021 - Wydawca: Napalm Records                         | –                 | –                 | –                 | –                 | –                 | –                 | –                 | –                 | —                 |              |
| "—" pozycja nie była notowana. |                                                                                    |                   |                   |                   |                   |                   |                   |                   |                   |                   |              |

### Single
| 1996                           | "Opium"                | –  | Irreligious          |
| 1999                           | "The Butterfly Effect" | –  | The Butterfly Effect |
| 2001                           | "Nocturna"             | –  | Darkness And Hope    |
| 2003                           | "Everything Invaded"   | –  | The Antidote         |
| 2006                           | "Finisterra"           | –  | Memorial             |
| 2006                           | "Luna"                 | 35 | Memorial             |
| 2008                           | "Scorpion Flower"      | 43 | Night Eternal        |
| 2012                           | "Lickanthrope"         | 45 | Alpha Noir           |
| "—" pozycja nie była notowana. |                        |    |                      |

### Inne
| Rok  | Tytuł |
| ---- | --- |
| 1992 | Morbid God Promo '92 (demo, jako Morbid God) - Data: 22 sierpnia 1992 - Wydawca: brak (wydanie własne)                                |
| 1993 | Anno Satanae (demo) - Data: 24 lutego 1993 - Wydawca: brak (wydanie własne)                                                           |
| 1993 | Mortuary Vol. 1 (split) - Data: 1993 - Wydawca: Skeleton Records                                                                      |
| 2007 | The Great Silver Eye (kompilacja) - Data: 4 lipca 2007 - Wydawca: Century Media Records                                               |
| 2008 | Lusitanian Metal (album koncertowy) - Data: 8 grudnia 2008 - Wydawca: Century Media Records, Metal Mind Productions - Format: CD, DVD |

## Teledyski

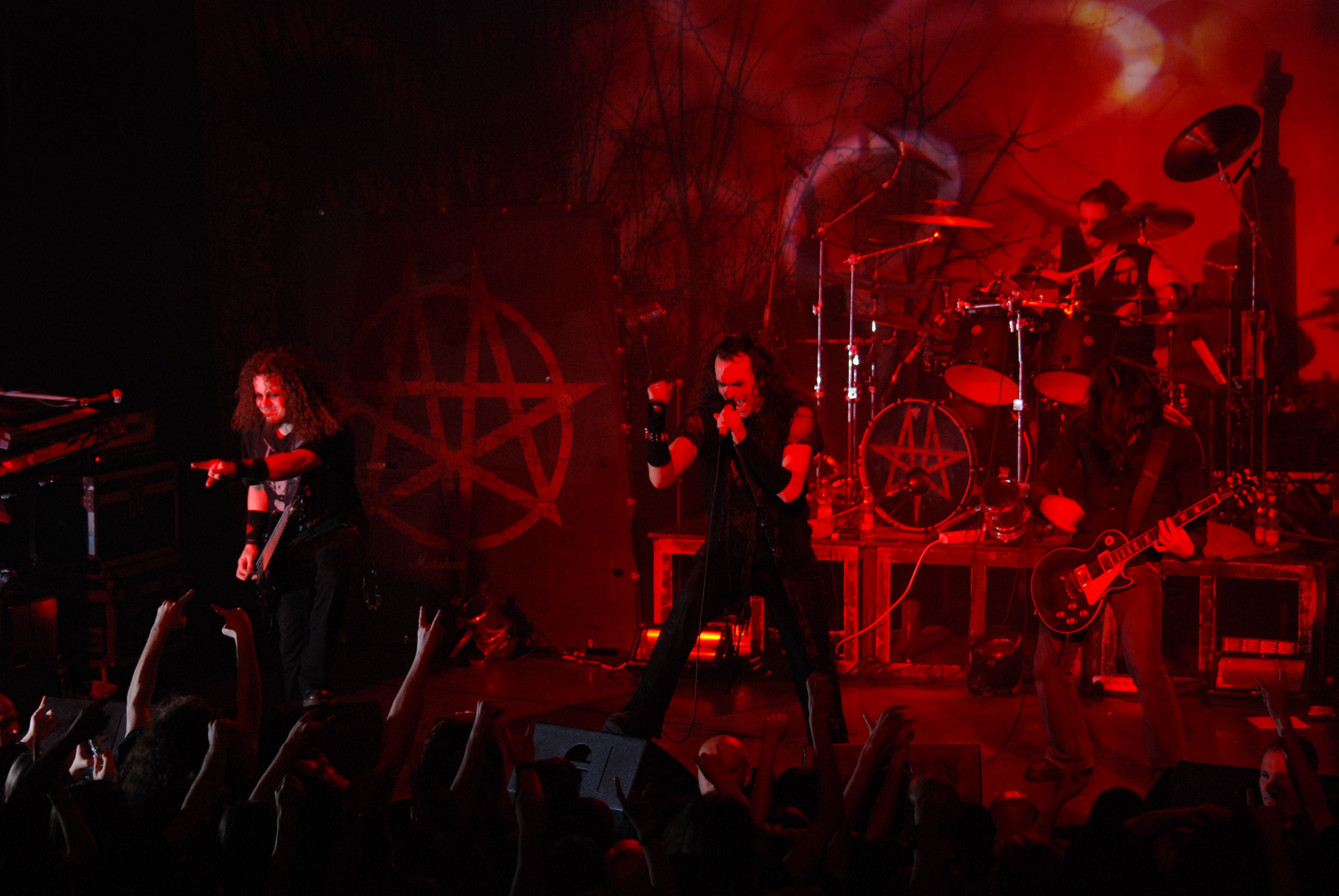
Moonspell podczas koncertu w krakowskim klubie Studio 18 kwietnia 2007

| Rok  | Tytuł                     | Reżyseria                     | Album                                         |
| ---- | ------------------------- | ----------------------------- | --------------------------------------------- |
| 1996 | Opium                     | —                             | Irreligious                                   |
| 1998 | 2econd Skin               | —                             | Sin / Pecado                                  |
| 1998 | Magdalene                 | —                             | Sin / Pecado                                  |
| 1999 | Butterfly effect          | —                             | The Butterfly Effect                          |
| 2001 | Nocturna                  | Tiago Guedes                  | Darkness And Hope                             |
| 2003 | Everything Invaded        | Tiago Guedes, Frederico Serra | The Antidote                                  |
| 2004 | I'll See You In My Dreams | Filipe Melo                   | I'll See You In My Dreams (ścieżka dźwiękowa) |
| 2006 | Finisterra                | Ivan Colic, Josip Colic       | Memorial                                      |
| 2006 | Luna                      | Miguel Braga                  | Memorial                                      |
| 2008 | Scorpion Flower           | Ivan Colic                    | Night Eternal                                 |
| 2008 | Night Eternal             | Ivan Colic                    | Night Eternal                                 |
| 2012 | Lickanthrope              | Felipe Melo                   | Alpha Noir / Omega White                      |
| 2012 | White Skies               | —                             | Alpha Noir / Omega White                      |
| 2015 | Extinct                   | —                             | Extinct                                       |

## Nagrody i wyróżnienia
| Rok  | Nagroda                 | Kategoria                       | Uwagi   |
| ---- | ----------------------- | ------------------------------- | ------- |
| 2006 | MTV Europe Music Awards | Najlepszy wykonawca portugalski | Nagroda |